# Joseph Dempsie
Joseph Maxwell "Joe" Dempsie (22 de junho de 1987 em Liverpool) é um ator britânico, mais conhecido por seu papel de Chris Miles, em Skins, e de Gendry, em Game of Thrones.
Dempsie também atuou nos dramas médicos Doctors, Peak Practice e Sweet Medicine, bem como nos filmes One for the Road e Heartlands.

## Biografia
Ele recebeu seu treinamento de atuação no Central Junior Television Workshop, Nottingham. Dempsie também foi educado na West Bridgford School em West Bridgford, Nottinghamshire.
Dempsie é fã do time de futebol da Inglaterra, Nottingham Forest. Ele apareceu no Soccer AM, um programa de futebol do Reino Unido vestindo a camisa do Nottingham Forest ao lado de Nicholas Hoult, o Tony de Skins.
No episódio 6 da quarta temporada de Doctor Who, ("The Doctor's Daughter"), que foi ao ar em 10 de maio de 2008, Dempsie interpretou o personagem Cline, um soldado que vê seus companheiros assassinados por alienígenas. Ele realizou uma pequena entrevista com Doctor Who Magazine, que aparece na página final da edição 396 (Junho de 2008).
Em 18 de abril de 2008, Dempsie apareceu em Friday Night Project com Geri Halliwell.
Em 20 de julho de 2008, ele apareceu no T4 na praia de Weston Super Mare, juntamente com seus companheiros do elenco de Skins.
Ele apareceu como Duncan McKenzie em 2009 no filme 'Maldito Futebol Clube' ao lado de Michael Sheen, Jim Broadbent, Stephen Graham e Timothy Spall.
Em novembro de 2008, apareceu em The Moment of Truth, episódio 10 da série Merlin, na BBC. Ele interpreta Will, que é um velho amigo de Merlin, do local onde cresceram juntos.
Em 2010, dublou o Steven, um adolescente gay de Nottinghamshire em Once Upon a Time na BBC Radio 4. Ele também estrelou na mini-série do Channel 4, This Is England '86.
Apareceu na nova série da BBC Three "The Fades" (a partir do episódio 3)
Atualmente interpreta o personagem Gendry na série de televisão Game of Thrones da HBO.

## Skins
Joe Dempsie ganhou grande conhecimento popular depois de interpretar Chris Miles, um viciado em drogas que adora peixes, em Skins. Sua atuação tem sido descrita como realista por partilhar com o público suas emoções. Dempsie ganhou notoriedade ao aparecer nu no episódio de seu personagem, o quarto da primeira temporada. Na série "Chris" tem o apelido de "Monkey Man" (Homem Macaco). Chris saiu da série na segunda temporada assim como a maioria dos personagens principais de Skins. Na terceira temporada com os personagens renovados, "Cook", um dos novos personagens da série, fica no antigo quarto de "Chris", onde no episódio 7 da terceira temporada é possível ver um peixinho desenhado na parede.

## Filmografia
| Ano        | Título Original     | Título (Brasil)        | Papel                       |
| ---------- | ------------------- | ---------------------- | --------------------------- |
| 2002       | Heartlands          | Heartlands             | Craig                       |
| 2003       | One for the Road    | One for the Road       | The 'TWOC'ers'              |
| 2009       | Spirited            | Spirited               | Dean                        |
| 2009       | The Damned United   | Maldito Futebol Clube  | Duncan McKenzie             |
| Séries     |                     |                        |                             |
| Ano        | Título              | Papel                  | Episódios                   |
| 2000       | Peak Practice       | Leon                   | 10ª Temporada, 10º Episódio |
| 2001       | Doctors             | Lee Lindsay            | 3ª Temporada, 1º Episódio   |
| 2003       | Sweet Medicine      | Ben Campbell           | 1ª Temporada, 2º Episódio   |
| 2004       | Doctors             | Danny                  | 6ª Temporada, 132º Episódio |
| 2005       | Born and Bred       | Humphrey 'Bogie' Locke | 4ª Temporada, 3º Episódio   |
| 2007—2008  | Skins               | Chris Miles            | 1ª e 2ª Temporada           |
| 2008       | Doctor Who          | Cline                  | 4ª Temporada, 7º Episódio   |
| 2008       | Merlin              | William                | 1ª Temporada, 10º Episódio  |
| 2010       | This Is England '86 | Higgy                  | 1º e 3º Episódio            |
| 2011- 2019 | Game of Thrones     | Gendry                 | 24 episódios                |
| 2018–2019  | Deep State          | Harry Clarke           | 16 episódios                |
| 2022       | Pieces of Her       | Nick                   | Papel principal             |